# Elkin Jaramillo Jaramillo
Elkin Darío Jaramillo Jaramillo (Jardín, 2 de octubre de 1968) es un abogado, especialista en gobierno y desarrollo local, gerencia y marketing político, Cooperación Descentralizada y Acción Exterior del Gobierno Local y político Antioqueño. Elegido en las Elecciones locales en Andes (Antioquia) de 2011 como Alcalde municipal de Andes. Durante 17 años se desempeñó como asesor legal de entidades como las alcaldías municipales de Andes, Jericó, Fredonia, Amagá y Betania, además de otras entidades entre las que se encuentran MASORA, Federación Colombiana de Municipios, Banco Agrario de Colombia y el Hospital San Rafael de Andes.
De igual manera, durante casi tres años de estadía en Estados Unidos se desempeñó como Agente inmobiliario en las empresas Florida Realty of Miami y Keller & Williams Realty.

## Biografía

### Familia
Es uno de los tres hijos de Ana María Jaramillo vda. de Jaramillo y Francisco Javier Jaramillo, Su esposa es Alexandra Suárez Arroyave, con quien tiene dos hijos: Valeria y Mateo.

### Estudios de secundaria y universitarios
Sus estudios secundarios los realizó en el IDEM Juan de Dios Uribe, del Municipio de Andes, donde se graduó como bachiller en el año 1986.
Se graduó de abogado, en la Universidad de Medellín en el año 1994.
Realizó estudios de Paralegal en Penn Foster Career School, durante el año 2003.

### Estudios de Postgrado
Especialización en Gobierno y Desarrollo Local, Unión Iberoamericana de Municipalidades, año 2009.
Especialización en Gerencia y Marketing Político, Unión Iberoamericana de Municipalidades, año 2009.
Especialización en Cooperación Descentralizada y Acción Exterior del Gobierno Local, Unión Iberoamericana de Municipalidades, año 2010.
Aspirante al título en Maestría en Gestión Local para el Desarrollo de la Unión Iberoamericana de Municipalidades.

## Vida política
En las Elecciones locales de 2011, resultó elegido Alcalde de Andes a nombre del Partido Conservador Colombiano.

### Gabinete
La Alcaldía de Andes, durante el periodo de Elkin Dario Jaramillo Jaramillo está conformada por 7 secretarios de Despacho y 3 entidades descentralizadas. La siguiente es la lista de las Secretarías del Municipio de Andes, con su actual Secretario, designados durante el gobierno de Elkin Jaramillo Jaramillo:
| Predecesor: Luis Horacio Gallón Arango | Alcalde de Andes 1 de enero de 2012 al 31 de diciembre de 2015 | Sucesor: John Jairo Mejía |